# التهاب ملتحمي جفني
التهاب ملتحمي جفني (بالإنجليزية: Blepharoconjuctivitis)‏ هو التهاب يحدث في الجفن والملتحمة في نفس الوقت. الالتهاب الملتحمي الجفني يحدث عندما تسبب البكتيريا الطبيعية التي تعيش في جلد الجفن تهيج والتهاب في الجفون ثم تنتقل إلى الملتحمة.